# Taylorsville (Indiana)
Taylorsville és una concentració de població designada pel cens dels Estats Units a l'estat d'Indiana. Segons el cens del 2000 tenia 936 habitants.

## Demografia
Segons el cens del 2000, Taylorsville tenia 936 habitants, 356 habitatges, i 280 famílies. La densitat de població era de 344,2 habitants/km².
Dels 356 habitatges en un 33,1% hi vivien nens de menys de 18 anys, en un 65,2% hi vivien parelles casades, en un 10,1% dones solteres, i en un 21,3% no eren unitats familiars. En el 19,7% dels habitatges hi vivien persones soles el 7% de les quals corresponia a persones de 65 anys o més que vivien soles. El nombre mitjà de persones vivint en cada habitatge era de 2,63 i el nombre mitjà de persones que vivien en cada família era de 3.
Per edats la població es repartia de la següent manera: un 25,3% tenia menys de 18 anys, un 9,6% entre 18 i 24, un 27,1% entre 25 i 44, un 26,8% de 45 a 60 i un 11,1% 65 anys o més.
L'edat mediana era de 37 anys. Per cada 100 dones de 18 o més anys hi havia 96,9 homes.
La renda mediana per habitatge era de 36.923 $ i la renda mediana per família de 45.000 $. Els homes tenien una renda mediana de 38.207 $ mentre que les dones 21.467 $. La renda per capita de la població era de 15.566 $. Entorn del 7,2% de les famílies i el 9,2% de la població estaven per davall del llindar de pobresa.

## Poblacions més properes
El següent diagrama mostra les poblacions més properes.